# 종교법
종교법(宗敎法)이란 종교내의 규범이 되는 규칙을 말한다.

## 교회법
기독교의 교회법을 역사적으로 카논법(canon law)라고 불렸는데 서양법체계에 상당한 영향을 미쳤다.

## 이슬람법
이슬람교 국가에서는 코란에 바탕한 이슬람법 샤리아가 일반법의 근간을 이루고 있다.

## 같이 보기
- 세계의 법계